# Barciany
Barciany [barˈtɕanɨ] (deutsch Barten, litauisch Barčianiai) ist ein Ort und Sitz der Landgemeinde Barciany im Powiat Kętrzyński (Rastenburger Kreis) der polnischen Woiwodschaft Ermland-Masuren.

## Geographische Lage
Die Ortschaft liegt am Flüsschen Liebe (polnisch Liwna) in der historischen Region Ostpreußen, etwa 75 Kilometer nordöstlich von Olsztyn (deutsch Allenstein) und 16 Kilometer nördlich der Kreisstadt Kętrzyn (Rastenburg).

## Ort Barciany (Stadt Barten)

Barten nordöstlich von Allenstein und nördlich von Rastenburg auf einer Landkarte von 1908

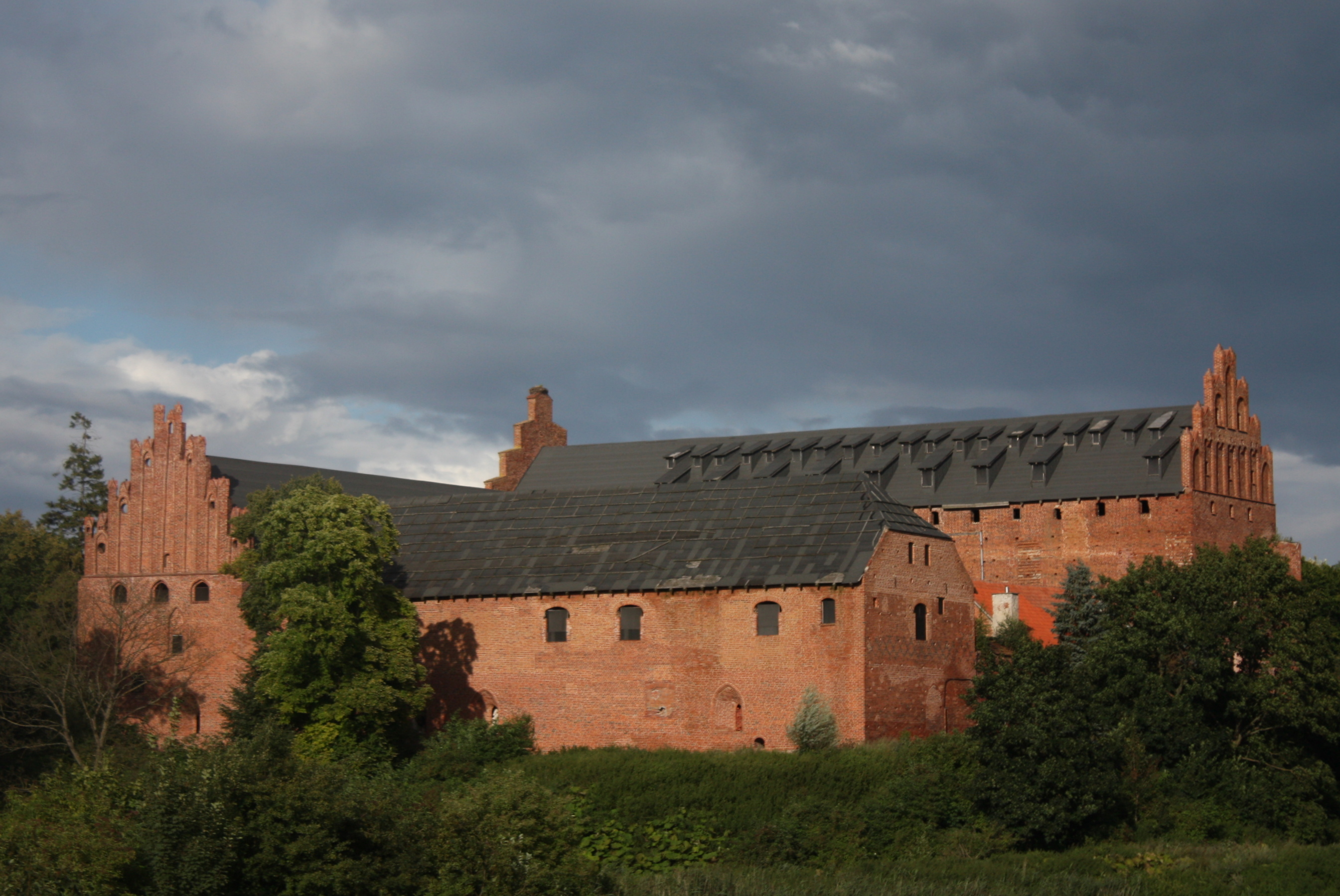
Ordensburg Barten

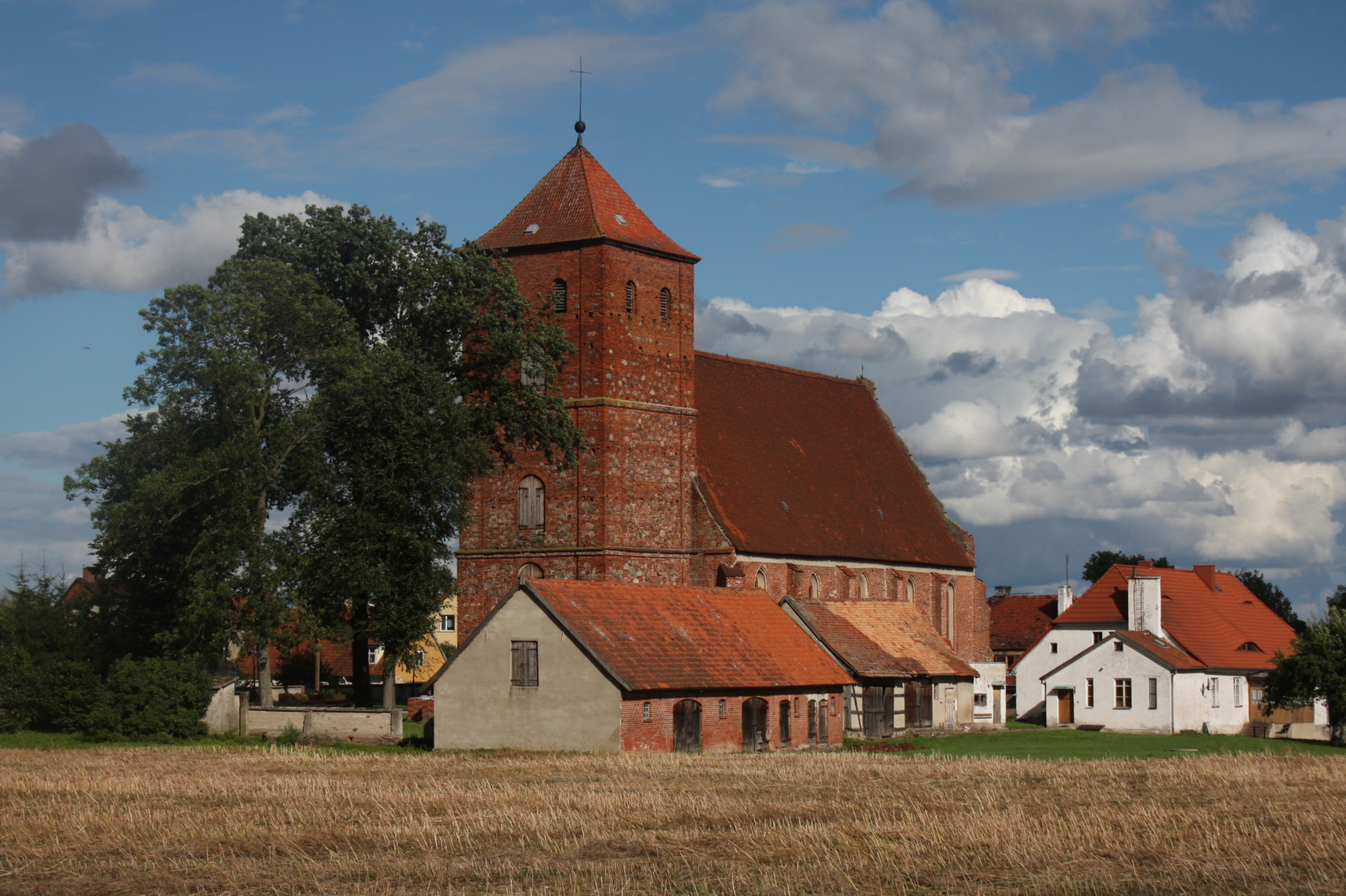
Pfarrkirche im gotischen Baustil (bis 1945 evangelisch)

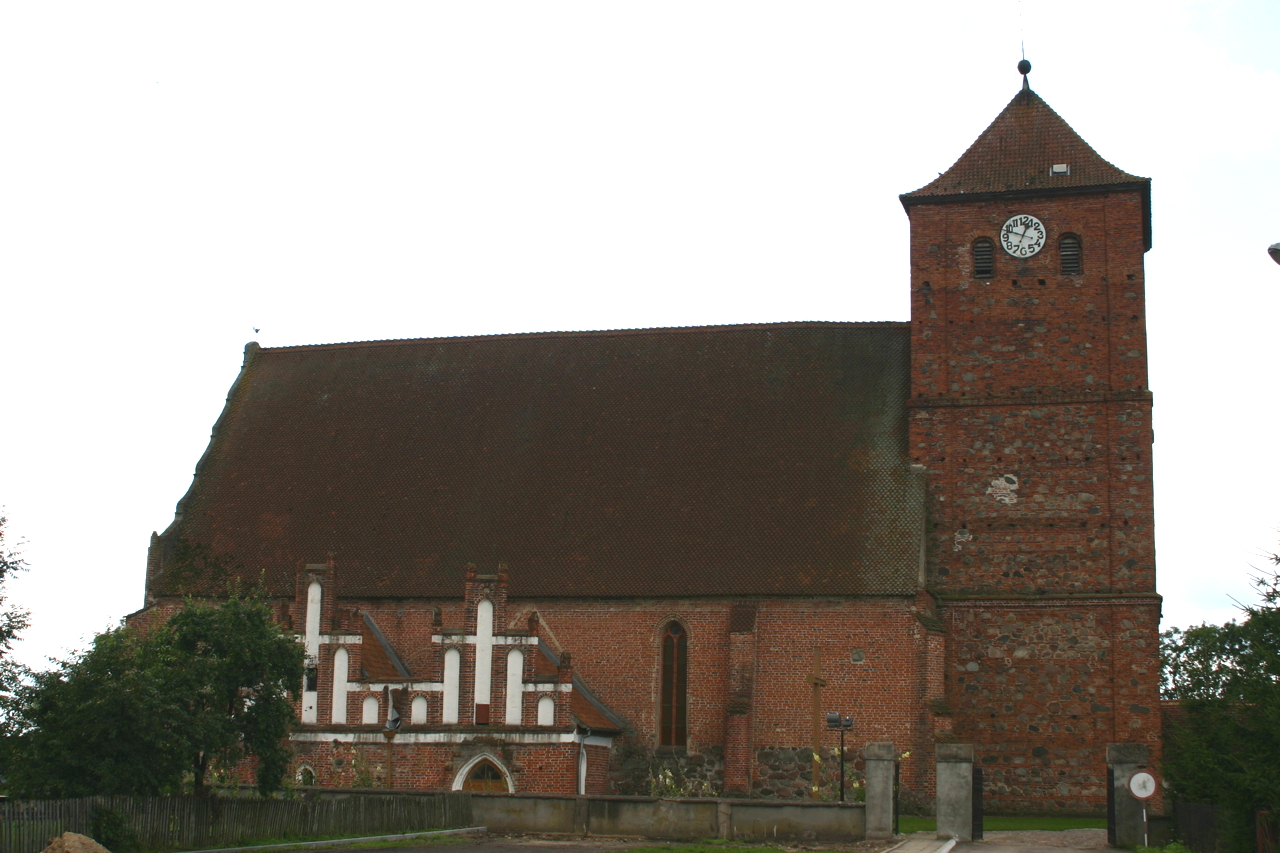
Nordseite der Pfarrkirche (Aufnahme 2009)

### Geschichte

#### Ortsname
Der Ortsname  wurde 1353 als „zu Barten“ erwähnt und erhielt erst 1880 die Namen Barciany, Barty, Borty, Barthen und Barten. Der Name erinnert an den prußischen Stamm der Barten, die im Mittelalter in dieser Landschaft lebten. Er leitet sich von prußisch „bar, bart“: fließen, schnell strömen ab.

#### Ortsgeschichte
Im 14. Jahrhundert erhielt die Siedlung eine eigene Kirche, und die Ordensburg Barten des Deutschen Ordens wurde erbaut. Beide  sind noch heute erhalten. Der Ordenspfleger von Barten war dem  Ordenskomtur von Brandenburg  unterstellt. Im Schloss befand sich im 19. Jahrhundert der Sitz des Domänenamts.
1630 erhielt der Ort Stadtrechte, konnte sich abseits der wichtigen Verkehrsströme jedoch kaum entwickeln. Mit 1488 Einwohnern im Jahr 1885 bzw. 1541 Einwohnern im Jahr 1939 blieb Barten eine kleine Ackerbürgerstadt, obwohl sie seit Beginn des 20. Jahrhunderts durch Kleinbahnen mit der Kreisstadt Rastenburg, der Nachbarkreisstadt Gerdauen und auch mit Nordenburg verbunden war. Am Anfang des 20. Jahrhunderts hatte Barten eine evangelische Kirche und ein Amtsgericht.
Bis 1945 gehörte Barten zum Landkreis Rastenburg im Regierungsbezirk Königsberg der Provinz Ostpreußen des Deutschen Reichs.
Gegen Ende des Zweiten Weltkriegs besetzte im Frühjahr 1945 die Rote Armee die Region. Bald danach wurde Barten von der Sowjetunion der Volksrepublik Polen zur Verwaltung überlassen. Die Polen führten für Barten die Ortsbezeichnung Barciany ein.
Der Ort verlor seine Stadtrechte, ist heute jedoch Zentrum einer größeren Gemeinde, der Gmina Barciany im Powiat Kętrzyński (Kreis Rastenburg). Dieser ist etwas größer als der frühere Landkreis Rastenburg und der unter anderem auch die Stadt Reszel (Rößel) beinhaltet.

### Demographie
| Jahr | Einwohner | Anmerkungen |
| ---- | --------- | --- |
| 1768 | 984       | [ 8 ] |
| 1782 | > 1200    | [ 9 ] |
| 1798 | 1285      | [ 8 ] |
| 1802 | 1335      | [ 10 ] |
| 1810 | 1332      | darunter fünf Katholiken, alle übrigen Bewohner sind evangelisch; 132 Privatwohnhäuser |
| 1816 | 1242      | darunter 1238 Evangelische, drei Katholiken und ein Jude |
| 1821 | 1505      | in 133 Privatwohnhäusern |
| 1828 | 1576      | darunter elf Katholiken und drei Juden, alle übrigen Bewohner sind evangelisch |
| 1831 | 1537      | in 132 Privatwohnhäusern |
| 1858 | 1543      | davon 1511 Evangelische und 32 Katholiken (keine Juden) |
| 1864 | 1690      | am 3. Dezember |
| 1871 | 1734      | [ 13 ] |
| 1885 | 1488      | [ 6 ] |
| 1900 | 1401      | fast nur Evangelische |
| 1910 | 1221      | am 1. Dezember, Stadt, mit einer evangelischen Pfarrkirche, einem Amtsgericht, einer gewerblichen Fortbildungsschule, einem Krankenhaus, einer Spar- und Darlehnskasse, Mühlen, einer Molkerei, Maschinenbau, Färbereien, einer Gerberei sowie Vieh- und Pferdemärkten |
| 1933 | 1473      | [ 6 ] |
| 1939 | 1651      | [ 6 ] |

Im Jahr 2011 hatte der Ort 1154 Einwohner.

#### Amtsbezirk Barten, Domäne (1874–1929)
Am  30. April 1874 wurde der Amtsbezirk Barten, Domäne errichtet. Er existierte bis 1929 und gehörte zum Kreis Rastenburg im Regierungsbezirk Königsberg in der preußischen Provinz Ostpreußen. Zum Amtsbezirk gehörten:
| Deutscher Name       | Polnischer Name | Bemerkungen                                    |
| -------------------- | --------------- | ---------------------------------------------- |
| Barten, Domäne       | (Barciany)      | 1928 in die Stadtgemeinde Barten eingegliedert |
| Barten, Amtsfreiheit |                 | 1880 in die Stadtgemeinde Barten eingegliedert |
| Freudenberg          | Radosze         |                                                |
| Taborwiese           | Taborzec        |                                                |

Nach dem Wechsel des Gutsbezirks Domäne Barten in die Stadtgemeinde Barten wurde der Amtsbezirk am 22. Juni 1929 in „Amtsbezirk Taborwiese“ umbenannt. Zu ihm gehörten bis 1945 nur noch die Orte Freudenberg und Taborwiese.

### Kirchen

#### Kirchengebäude

##### Römisch-katholische Pfarrkirche
Bei der Kirche in Barciany handelt es sich um einen Saalbau aus dem Jahr 1389. Die südlich angebaute Sakristei wurde 1400 mit einem Tonnengewölbe versehen. Den Ostgiebel hat man 1714 umgebaut, und die zusätzliche südliche Vorhalle (neben der im Norden) mit neuem geripptem Kreuzgewölbe entstand 1783. Der Turm aus dem 16. Jahrhundert wurde von 1729 bis 1741 durch Maurermeister Hünchen und Zimmermann Effried aus Königsberg wieder aufgebaut und erhielt das heutige Dach 1804.
Der Innenraum der Kirche wurde ursprünglich durch ein Gewölbe, heute von einer Holzdecke abgeschlossen. 1989/90 fand eine umfangreiche Innenrenovierung statt. Markante Ausstattungsstücke sind der Altar mit dem Wappen der Familie von Rautter aus dem Jahr 1643, die Orgel – ein Werk aus dem Jahr 1750 von Adam Gottlob Casparini aus Königsberg, und zwei – nicht mehr vorhandene – Kronleuchter, die beide wohl ein Geschenk der Zarin Elisabeth waren.
Von der Reformation bis zum Jahr 1945 war die Kirche ein evangelisches Gotteshaus. Es wurde zugunsten der römisch-katholischen Kirche enteignet und erhielt 1962 eine neue Weihe mit der Namensgebung Niepokalanego Serca Maryi („Unbeflecktes Herz Mariä“).

##### Griechisch-katholische Pfarrkirche
Heute gibt es in Barciany neben der römisch-katholischen Pfarrkirche noch eine griechisch-katholische Pfarrkirche, die den byzantinisch-ukrainischen Ritus pflegt.

##### Evangelisch-lutherische Kapelle
Seitens der evangelisch-lutherischen Kirche existiert in Barciany eine kleine Kapelle an der ul. Mazurska. Am 26. Oktober 1991 wurde sie durch Bischof Jan Szarek eingeweiht.  Die Gemeinde gehört zur Pfarrkirche St. Johannes in Kętrzyn (Rastenburg) in der Diözese Masuren der Evangelisch-Augsburgischen Kirche in Polen.

#### Kirchengemeinden
In Barten lebte vor 1945 eine überwiegend evangelische Einwohnerschaft. Das Kirchspiel war in den Kirchenkreis Rastenburg (polnisch: Kętrzyn) innerhalb der Kirchenprovinz Ostpreußen der Evangelischen Kirche der Altpreußischen Union eingegliedert.
Seit 1945 leben fast ausnahmslos katholische Christen in Barciany, von denen die Mehrzahl der Römisch-katholischen Kirche in Polen zugehören. Ihre Pfarrei Barciany gehört zum Dekanat Kętrzyn II – Północny-wschód (Rastenburg II, Nordost) im Erzbistum Ermland.
Daneben besteht in Barciany eine Pfarrei der Griechisch-katholischen Kirche in Polen, die in die Erzeparchie Przemyśl-Warschau eingegliedert ist.
Seitens der ehedem vorherrschenden evangelischen Kirche gibt es nach Flucht und Vertreibung der deutschen Bevölkerung heute wieder eine kleine Kirchengemeinde in Barciany, die der Muttergemeinde in Kętrzyn (Rastenburg) innerhalb der Diözese Masuren der Evangelisch-Augsburgischen Kirche in Polen angegliedert ist.

### Verkehr
Beim Ort befindet sich der Schnittpunkt der beiden Woiwodschaftsstraßen DW 590 (Biskupiec (Bischofsburg) – Reszel (Rößel) – Korsze (Korschen) – Barciany) und der DW 591 (Michałkowo (Langmichels) – Kętrzyn (Rastenburg) – Mrągowo (Sensburg)). Aus der Region kommend enden die Nebenstraßen von Mołtajny (Molthainen) über Bobrowo (Bieberstein) sowie von Taborzec (Taberwiese) in Barciany.
Eine Bahnanbindung besteht nicht mehr, seit die früheren Bahnstrecken Barten–Rastenburg (heute polnisch: Kętrzyn), Barten–Gerdauen (heute russisch: Schelesnodoroschny) und Barten–Nordenburg (russisch: Krylowo), die von den Rastenburger Kleinbahnen betrieben wurden, nach 1945 außer Betrieb genommen wurden.

### Persönlichkeiten

#### Aus dem Ort gebürtig
- Leo Cholevius (* 11. März 1814 in Barten), Philologe und Literaturhistoriker († 1878)
- Gustav Dömpke (* 15. Januar 1853 in Barten), Musikkritiker in Königsberg und Wien († 1923)
- Walter Schwinkowski (* 11. März 1884 in Barten), Numismatiker († 1938)
- Karl-Heinz Kurras (* 1. Dezember 1927 in Barten), Polizist und inoffizieller Mitarbeiter des MfS, erschoss Benno Ohnesorg († 2014)
- Lubomir Gliniecki (* 20. März 1957 in Barciany), polnischer Politiker, Ökonom und stellvertretender Abgeordneter des Sejm

## Gmina Barciany

Wappen der Gmina

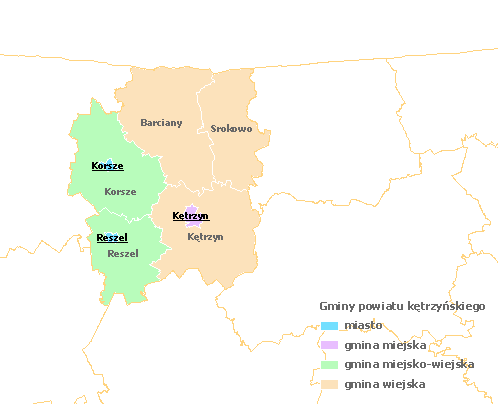
Die Lage der Gmina im Powiat Kętrzyński

### Allgemeines
Die Landgemeinde Barciany liegt in der nördlichen Mitte des Powiat Kętrzyński. Sie grenzt im Norden an die Gorodskoje posselenije Schelesnodoroschnoje (Stadtgemeinde Schelesnodoroschny (Gerdauen)) in der russischen Oblast Kaliningrad (Gebiet Königsberg (Preußen)), im Nordwesten an die Gmina Sępopol (Schippenbeil), im Südwesten an die Gmina Korsze (Korschen), im Süden an die Gmina Kętrzyn (Rastenburg) und im Osten an die Gmina Srokowo (Drengfurth).
Die Gemeindefläche von 293,62 km² wird zu 82 % landwirtschaftlich und zu 8 % forstwirtschaftlich genutzt. Flächenmäßig macht die Gmina Barciany 24,21 % der Fläche des Powiat Kętrzyński aus.

### Gemeindegliederung
Zur Landgemeinde Barciany gehören folgende Ortschaften:
| Polnischer Name   | Deutscher Name (bis 1945) | Polnischer Name       | Deutscher Name (bis 1945)      |
| ----------------- | ------------------------- | --------------------- | ------------------------------ |
| Aptynty           | Aftinten                  | Modgarby              | Modgarben                      |
| Arklity           | Arklitten                 | Mołtajny              | Molthainen, 1938–45: Molteinen |
| Asuny             | Assaunen                  | Momajny               | Momehnen                       |
| Barciany          | Barten                    | Moruny                | Maraunen                       |
| Błędowo           | Blandau                   | Niedziałki            | Fünfhuben                      |
| Bobrowo           | Bieberstein               | Niedziały             | Elisenthal                     |
| Cacki             | Schätzelshöfchen          | Ogródki               | Baumgarten                     |
| Czaczek           | Schätzels                 | Pastwiska             | Milchbude                      |
| Dębiany           | Dombehnen                 | Pieszewo              | Petermanns                     |
| Dobrzykowo        | Dawerwalde                | Piskorze              | Ludwigshöhe                    |
| Drogosze          | Dönhofstädt               | Podławki              | Podlacken                      |
| Duje              | Doyen, 1938–45: Dugen     | Radoski Dwór          | Freudenbergswalde              |
| Frączkowo         | Fritzendorf               | Radosze               | Freudenberg                    |
| Garbnik           | Garbnick                  | Rodele                | Rodehlen                       |
| Garbno            | Laggarben                 | Rowy                  | Rawlack                        |
| Gęsie Góry        | Sansgarben                | Ruta                  | Rauttershof                    |
| Gęsiki            | Meistersfelde             | Rutka                 | Rauttersfelde                  |
| Gęsiniec Wielki   |                           | Rzymek                | Romberg                        |
| Glinka            | Friedrichswiese           | Silginy               | Sillginnen                     |
| Główczyno         | Egloffstein               | Skandawa              | Skandau                        |
| Górki             | Berg                      | Skierki               | Wehlack                        |
| Gradowo           | Althagel                  | Skoczewo              | Hermannshof                    |
| Gumniska          | Silzkeim                  | Sławosze              | Henriettenfeld                 |
| Kąpławki          | Kamplack                  | Solkieniki            | Solknick                       |
| Kiemławki Małe    | Klein Kemlack             | Staniszewo            | Albertinhausen                 |
| Kiemławki Wielkie | Groß Kemlack              | Stary Dwór Barciański | Althof Barten                  |
| Kolwiny           | Kolbiehnen                | Suchawa               | Sausgörken                     |
| Kotki             | Krausen                   | Święty Kamień         | Heiligenstein                  |
| Krelikiejmy       | Kröligkeim                | Szaty Wielkie         | Groß Schatten                  |
| Krymławki         | Krimlack                  | Taborzec              | Taberwiese                     |
| Krzeczewo         | Sonnenburg                | Wielewo               | Willkamm                       |
| Kudwiny           | Kudwinnen                 | Wilkowo Małe          | Klein Wolfsdorf                |
| Maciejki          | Blumenthal                | Wilkowo Wielkie       | Groß Wolfsdorf                 |
| Markuzy           | Markhausen                | Winda                 | Wenden                         |
| Markławka         | Marklack                  | Zalewska Góra         |                                |
| Michałkowo        | Langmichels               |                       |                                |